# Zbigniew Suchodolski (1646–1706)
Zbigniew Suchodolski herbu Janina (ur. 1646, zm. po 1706) – działacz reformacyjny, patron zboru piaseckiego, skarbnik i podczaszy lubelski
Syn Adama Suchodolskiego, starosty horodelskiego i dworzanina pokojowego JKM oraz Zofii Gorajskiej herbu Korczak, kasztelanki kijowskiej. Urodził się w 1646 roku i został ochrzczony 5 marca tego roku w zborze kalwińskim w Piaskach.
W latach 1681–1700 był skarbnikiem lubelskim, w latach 1700-1706 podczaszym lubelskim. Po śmierci swego ojczyma Jana Teodoryka Potockiego w 1664 roku, razem z bratem był patronem zboru kalwińskiego w Piaskach Luterskich, potem patronował także zborowi w Bończy. 
Był elektorem Augusta II Mocnego z województwa lubelskiego w 1697 roku..
Z żoną Zofią z Duninów Borkowskich herbu Łabędź, córką Józefa Piotra, chorążego bełskiego i Elżbiety Rejówny herbu Oksza, stolnikowiczówny lubelskiej, pozostawił dzieci: Andrzeja Bogusława, Teodorę, Bogumiłę Elżbietę, zamężną 1.v za Andrzejem Jerzym Potockim herbu Pilawa, 2.v za Józefem Karśnickim herbu Leliwa, podczaszym halickim, Adama Piotra, Krzysztofa oraz Teodora.